# Sjonni’s Friends
Sjonni's Friends, auch Sigurjón’s Friends genannt, ist eine isländische Band. Sie nahm am Eurovision Song Contest 2011 teil.

## Bandgeschichte
Am 12. Februar 2011 gewann die Gruppe die nationale Vorauswahl Söngvakeppni Sjónvarpsins mit dem Titel Aftur heim. Eigentlich sollte der Sänger Sigurjón „Sjonni“ Brink dieses selbstkomponierte und mit seiner Frau Þórunn Clausen getextete Stück in der Vorentscheidung singen. Sigurjón Brink schrieb den englischen Text, den seine Frau ins Isländische übertrug. Unerwartet starb Sigurjón Brink am 17. Januar 2011 in seiner Heimatstadt Garðabær. Er wurde nur 36 Jahre alt und hinterließ Frau und vier Kinder. Seine Familie beschloss nun, sein Lied durch die neugegründete Band dem Wettbewerb zu erhalten. 
In Düsseldorf präsentierte die Gruppe die englische Version mit dem Titel Coming Home (deutsch: ‚Heimkehren‘) und trat am 10. Mai 2011 im ersten Halbfinale an. Sigurjón’s Friends gelang der Einzug in das vier Tage später stattfindende Finale, in dem sie den 20. Platz mit 61 Punkten belegten.